# Рогна (Румунія)
Рогна (рум. Rogna) — село у повіті Селаж в Румунії. Входить до складу комуни Ілянда.
Село розташоване на відстані 376 км на північний захід від Бухареста, 44 км на північний схід від Залеу, 62 км на північ від Клуж-Напоки.

## Населення
За даними перепису населення 2002 року у селі проживали 118 осіб, усі — румуни. Усі жителі села рідною мовою назвали румунську.